# 17065 Shrilashah
17065 Shrilashah este o planetă minoră (asteroid), cu un diametru de 7,373 km, din centura de asteroizi. A fost descoperită pe 15 aprilie 1999 la Experimental Test Site⁠(d) de Lincoln Near-Earth Asteroid Research. 
Obiectul prezintă o orbită caracterizată de o semiaxă mare de 2,3721496 UAi, o excentricitate de 0,16, o înclinație de 6,91319 ° în raport cu ecliptica.